# Matheus Dias
Matheus dos Santos Dias dit Matheus Dias, né le 9 mai 2002 à São Paulo au Brésil, est un footballeur brésilien qui évolue au poste de milieu défensif au CD Nacional, en prêt du SC Internacional.

## Biographie

### En club
Né à São Paulo au Brésil, Matheus Dias est formé par le Tombense FC. Il rejoint ensuite le SC Internacional en 2021, étant prêté jusqu'au début de l'année 2022.
Il joue son premier match en équipe première le 2 février 2022, à l'occasion d'une rencontre de Campeonato Gaúcho face au Esporte Clube São Luiz (en). Il entre en jeu à la place d'Andrés D'Alessandro et les deux équipes se neutralisent (0-0 score final),.
Il joue son premier match de championnat du Brésil contre le São Paulo FC le 9 novembre 2022. Il entre en jeu et son équipe s'impose par un but à zéro,.
Le 6 février 2023, Dias prolonge son contrat avec le SC Internacional jusqu'en décembre 2027.